# Sardinella maderensis
Sardinella maderensis é uma espécie de peixe pertencente à família Clupeidae.
A autoridade científica da espécie é Lowe, tendo sido descrita no ano de 1838.

## Portugal
Encontra-se presente em Portugal, onde é uma espécie nativa.
Os seus nomes comuns são sardinela-da-madeira ou sardinela-palheta.

## Descrição
Trata-se de uma espécie de água salobra e marinha. Atinge os 37 cm de comprimento à furca nos indivíduos do sexo masculino.